# Lingi, Aurad
Lingi là một làng thuộc tehsil Aurad, huyện Bidar, bang Karnataka, Ấn Độ.